# Вазодилатациони шок
Вазодилатационог шок је критична манифестација кардиоваскуларне инсуфицијенције. Карактерише га неконтролисана вазодилатација и васкуларна хипореакција на ендогене вазоконстрикторе, што узрокује инсуфицијенцију физиолошких вазорегулационих механизама. 
Због своје преваленције, лечење вазодилатационог шока се у великој мери ослањало на Смернице за преживљавање сепсе, које се ажурирају сваке две године. Након набавке хемокултура, успоставља се контроле узрочника применом антибиотика широког спектра и брзо дају кристалоиди, како би се лечење вазодилатационог шока ослањало на фармаколошке интервенције за одржавање адекватног средњег артеријског притиска (МАП) >65 мм Хг.

## Епидемиологија
Вазодилататорни шок је најчешћи облик шока и представља 68% свих шокова у јединицама интензивне неге. Сепса чини приближно 91% случајева вазодилатационог шока. Други облици вазодилатационог шока јављају се у облику опекотина, панкреатитиса, анафилаксије и повреда кичмене мождине. У операционој сали и порођајној сали, вазодилатација се такође често сусреће након увођења опште анестезије и примене неураксијалних локалних анестетика, па је знање о овој класи шока веома релевантно не само за интензивисте, већ и за анестезиологе. 

## Опште информације
Шок је уобичајена клиничка манифестација циркулаторног компромиса, која резултује смањеним снабдевањем ткива крвљу богатом кисеоником, што кулминира смањеном перфузијом органа, као и ћелијском дисфункцијом. Код приближно једна трећини пацијената у јединицама интензивне неге може се дијагностиковати клиничко стање, које се генерално може класификовати у четири категорије:
- Хиповолемијски шок  - због спољашњег или унутрашњег губитка течности, као што је крварење.
- Кардиогени шок  - због акутног инфаркта миокарда, кардиомиопатије, аритмија и валвуларних болести срца.
- Опструктивни тип шока - због тампонаде срца и плућне емболије.
- Вазодилатационог шок (због сепсе или анафилаксе), са посебаним обликом вазодилатационог шока септички шок, који је најчешћи облик шока код критично болесних пацијената, праћен истовремено кардиогеним и хиповолемијским шоком.

У већини других подтипова, постоји неадекватан транспорт кисеоника који се приписује ниском минутном волумену срца. Међутим, код вазодилатационог шока клиничке манифестацијесе се манифестују због смањеног системског васкуларног отпора (СВР) са променом снабдевања ћелија кисеоником.

## Патофизиологија
Патофизиологија вазодилатационог шока може се кретати од вишеструких предиспонирајућих стања, укључујући:
- синдром системског инфламаторног одговора (СИРС),

- анафилаксу,

- панкреатитис,

- отказивање јетре,

- неуролошки шок због повреде кичмене мождине,

- недостатак глукокортикоида

- различите токсине.

Вазодилатациони шок се може јавити самосгтално или у комбинацији са свим другим врстама шока, као један од последњи уобичајених исхода тешког шока било ког узрока.
Код свих облика вазодилатационог шока, концентрације катехоламина у плазми су значајно повећане, а ренин-ангиотензин систем (РАС) се активира. Међутим, вазодилатација и хипотензија доводе до мањег снабдевања кисеоником периферним ткивима. Три важна механизма који подржавају патолошко стање су следећа:
- Активација калијумових канала осетљивих на аденозин трифосфат (АТП) (К+-АТП канали) у плазма мембрани глатких мишића крвних судова.
- Активација индуцибилног облика азот оксид синтазе
- Недостатак хормона вазопресина.

К + -АТП канали се физиолошки активирају смањењем ћелијске концентрације АТП-а и повећањем ћелијских концентрација водоникових јона и лактата. Отварање К+-АТП канала омогућава ефлукс калијума и, на тај начин, хиперполаризацију плазма мембране. Ово доводи до приближавања волтаж-зависних калцијумских канала са накнадном вазодилатацијом.
Производња азота је повећана због експресије „индуцибилног облика“ азот синтазе у многим типовима ћелија, укључујући ћелије глатких мишића крвних судова и ендотел. Предвиђено је учешће неколико цитокина (нпр. интерлеукина-1β, интерлеукина-6, фактора туморске некрозе-α, интерферона-γ и аденозина), пошто механизам није добро утврђен.
Као одговор на хипотензију, попут оне услед крварења или сепсе, вазопресин се ослобађа из неурохипофизе, а његова концентрација у плазми значајно расте, што доприноси одржавању артеријског притиска. Како се шок погоршава, почетне веома високе концентрације вазопресина у плазми се смањују. 
Иако тачан механизам одговоран за ове ниске концентрације остаје да се утврди, али је познато да неурохипофизне залихе вазопресина могу бити исцрпљене након дубоке осмотске стимулације.

### Хемодинамске промене
Хемодинамски, у било којој врсти вазодилатационог шока, иницијално се повећавају минутни волумен срца и број откуцаја срца да би се надокнадило смањено снабдевање ткива кисеоником. Истовремено постоји и хипердинамична систолна контракција леве коморе која доводи крв до ткива. Упркос инотропној и хронотропној стимулацији, СВР се смањује услед вазодилатације. Ово доводи до повећања венског капацитета и накупљања крви у венском систему, што резултује падом срчаног волумена. Као наставак, активирају се различити контрарегулаторни системи, као што је симпатички нервни систем, систем ренин-ангиотензин-алдостерон како би уравнотежио стање. Али типично, СВР и предоптерећење остају смањени. Стога, компромитована оксигенација ткива у контексту адекватног или чак повећаног минутног волумена може бити важна карактеристика типичног вазодилатационог шока.
Када хипотензија изазвана сепсом остане отпорна на почетно лечење течном реанимацијом, долази до септичког шока. Септички шок се разликује од других шокних стања као дистрибутивни тип шока. У раној „компензованој“ фази шока, крвни притисак се одржава са другим знацима дистрибутивног шока, као што је пацијент у хипердинамичком стању, што је карактеристика септичког шока. Клинички, пацијенти имају динамички прекордијум са тахикардијом и ограниченим периферним пулсевима, топлим екстремитетима, флеш капиларним пуњењем (<1 секунде), такође познатим као „топли шок“. Овај стадијум шока може се преокренути ако се њиме агресивно управља уз помоћ течности и вазоактивне подршке.
Како шок напредује у некомпензовану фазу, долази до хипотензије са карактеристикама као што су хладни екстремитети, одложено пуњење капилара (>3 секунде) и пулс навоја. Ово стање је обично познато као "хладни шок". Ово стање би могло да изазове континуирану хипоперфузију ткива која води до неповратног, прогресивног синдрома мултиорганске дисфункције и смрти.

## Клиничка слика
Клиничка слика укључује симптоме кардиогеног, циркулаторног и хиповолемијски шока: 
- конфузија или недостатак будности

- губитак свести

- изненадни и стални убрзани ритам срца

- знојење

- бледу кожу

- слаб пулс

- убрзано дисање

- смањено или отсутно мокрење

- хладне руке и стопала

## Дијагноза
Дефиниција рефракторног шока или вазодилатационог шока варира. У 2018. години, Амерички колеџ грудних лекара заузео је став да је овај шок  да је присутан ако постоји неадекватан одговор на терапију високим дозама вазопресора - дефинисану као ≥ 0,5 мг/кг/мин доза еквивалентна норепинефрину.
| Лек          | Доза          | Еквивалент норепинефрину |
| ------------ | ------------- | ------------------------ |
| Епинефрин    | 0.1 μg/Kg/min | 0.1 μg/Kg/min            |
| Допамин      | 15 μg/Kg/min  | 0.1 μg/Kg/min            |
| Норепинефрин | 0.1 μg/Kg/min | 0.1 μg/Kg/min            |
| Фенилефрин   | 1 μg/Kg/min   | 0.1 μg/Kg/min            |
| Вазопресин   | 0.04 U/Kg/min | 0.1 μg/Kg/min            |

## Терапија
Почетни (и главни) циљ лечења је преокретање основног узрока. На пример, у септичком шоку уклањање жаришта инфекције може драматично побољшати преживљавање ако је оно праћено хемодинамском стабилизацијом помоћу течности и вазопресора.

### Иницијална реанимација
Каком је најчешћи узрок вазодилатационог шока је сепса, препоручује се да се лечење и реанимација започну одмах (као мера хитна медицинска помоћи), кроз сповођење следећих корака:
- Најмање 30 мЛ/кг интравенске (ИВ) кристалоидне течности, коју ни треба дати у прва 3 сата.
- Након иницијалне реанимације течностима, додатне количине течности се одређују честим поновним проценама хемодинамског статуса. Поновна процена треба да обухвати детаљан клинички преглед и процену срчане фреквенције, крвног притиска, артеријске засићености кисеоником, брзине дисања, температуре, излучивања урина и других параметара, као и применом неинвазивног или инвазивногмониторинга, ако је доступно.
- Даља хемодинамска процена (као што је процена срчане функције) да би се одредио тип шока ако клинички преглед не доведе до јасне дијагнозе. Препоручује се да се користе динамичке варијабле, као што су ударни волумен (СВ), варијација пулсног притиска (ВПП), варијација ударног волумена са пасивним подизањем ногу или изазовом течности, у поређењу са статичким варијаблама, као што је централни венски притисак (ЦВП), за предвиђање реакције на течности[6]
- Препоручени почетни циљ средњег артеријског притиска (МАП) је ≥65 мм Хг код пацијената са септичким шоком, без обзира на вазопресоре који се користе.[7]

Верује се да би наведене промене могла да одражавају клиничку стање код тешко болесних пацијената са сепсом и септичким шоком. Повишени нивои лактата могу се користити као маркер хипоперфузије ткива. 
Непроепинефрин (ендогени симпатички хормон) који се препоручује као лек прве линије за лечење вазодилатационог шока,  јер његови снажни вазоконстрикторни ефекти су посредовани агонизмом α1 рецептора на васкуларним глатким мишићним ћелијама. Овим истим механизмом, при високим дозама, непроепинефрина такође може повећати плућни васкуларни отпор, повећати оптерећење миокарда, изазвати исхемију срца и довести до тешке хипертензије. Системска вазоконстрикција може пореметити перфузију мезентеријума, што доводи до дисфункције органа и метаболичке ацидозе при високим дозама. 
За разлику од непроепинефрина, који постиже вазоконстрикцију кроз агонизам α 1 рецептора, вазопресин повећава васкуларни тонус кроз агонизам В 1а рецептора. Дакле, током стања брзо растућих доза непроепинефрина и рефракторног шока, вазопресин је у стању да обезбеди посебан механизам вазоконстрикције. 